# 梁明 (明朝)
梁明（1429年—？），字廷光，山西平陽府臨汾縣人，明朝政治人物。進士出身。

## 生平
山西鄉試第五十九名。天順元年（1457年）丁丑科會試第二百七十三名，殿試登進士第三甲第五十七名。

## 家族
曾祖父梁士原。祖父梁好德。父亲梁俊，曾任太使□。